# Hans-Georg Dose
Hans-Georg Dose (* 5. Juli 1931) ist ein ehemaliger deutscher Fußballspieler, der in den 1950er-Jahren für Motor Dessau in der DDR-Oberliga, der höchsten Liga im DDR-Fußball, spielte.

## Sportliche Laufbahn
Seinen Einstand in der DDR-Oberliga gab Hans-Georg Dose am drittletzten Spieltag der Saison 1950/51. In der Begegnung Motor Dessau – Stahl Thale (1:0) wurde der 19-Jährige als Verteidiger aufgeboten. Auf dieser Position bestritt er auch die beiden letzten Punktspiele. In den folgenden beiden Spielzeiten gehörte Hans-Georg Dose zum Spielerstamm der Dessauer. 1951/52 wurde er in 28 der 36 Oberligaspiele eingesetzt, wobei er hauptsächlich auf der rechten Abwehrseite spielte. In der Rückrunde kam er auch im Mittelfeld zum Einsatz. 1952/53 wurde Dose in allen 32 Oberligaspielen eingesetzt, in denen er durchgehend wieder rechter Abwehrspieler war. Noch vor Beginn der Saison 1953/54 wurde er wegen „Kameradendiebstahl“ aus der Betriebssportgemeinschaft (BSG) Motor Dessau ausgeschlossen.
Nach einer sechsmonatigen Pause tauchte Hans-Georg Dose zur Rückrunde der Saison 1953/54 bei der BSG Motor Hennigsdorf auf, die in der Vorsaison in die zweitklassige DDR-Liga aufgestiegen war. Dort bestritt er elf der 13 Ligaspiele. Im ersten Spiel noch als Mittelfeldspieler eingesetzt, hatte er danach einen Stammplatz als halblinker Stürmer sicher und war zweimal als Torschütze erfolgreich. Der aufgestiegenen Mannschaft gelang es nicht, den Klassenerhalt zu sichern, und sie stieg nach einer Spielzeit wieder in die Bezirksliga ab. Hans-Georg Dose trat nicht mehr in den oberen Fußball-Ligen in Erscheinung. 

## Einzelnachweis
1. ↑  Berliner Zeitung vom 25. September 1953